# بطولة ويمبلدون 1896
قائمة ببطولات ويمبلدون لسنة 1896:

## فردي رجال
هارلد ماهوني هزم  ويلفرد باديلي. النتيجة: 6-2 6-8 5-7 8-6 6-3

## فردي سيدات
شارلوت كوبر هزمت  أليس سيمبسن بيكيرنج. النتيجة: 6-2, 6-3